# Estrée-Cauchy
Estrée-Cauchy – miejscowość i gmina we Francji, w regionie Hauts-de-France, w departamencie Pas-de-Calais.
Według danych na rok 1990 gminę zamieszkiwało 320 osób, a gęstość zaludnienia wynosiła 82 osób/km² (wśród 1549 gmin regionu Nord-Pas-de-Calais Estrée-Cauchy plasuje się na 910. miejscu pod względem liczby ludności, natomiast pod względem powierzchni na miejscu 771.).